# ليجو مايندستورمز إن إكس تي

ليغو مابندستورمز (LEGO Mindstorms) هي خط إنتاج متفرع من الشركة الأم (LEGO)، متخصص ببرمجة اللبنات الذكية من خلال علم الميكاترونكس للمجسات والحساسات وو المحركات الإلكترونية الصغيرة وأجزاء المحركات الإلكترونية كناقل السرعة (الجير)، والتروس، المحاور.

ليغو مايندستورم إن إكس تي (Lego Mindstorms NXT NEXT) وهي الجيل الثاني من مجموعة من حقائب الروبوتات للبرمجة الصادرة عن شركة ليغو جروب (LEGO) في أواخر يوليو من عام 2006 . التي استحدثت بعد الجيل الأول من مجموعة ليغو مايندستورم في خريف 1988، التي كانت تدعى  ليغو مايندستورم آر سي أكس (Lego Mindstorms ليغو منيدستورمز أر سي إكس)  اختصار مستكشف أوامر الروبوت أو قيادة الروبوت الإستكشافية ( Robotic Command eXplorer) ويعتبر المنتاجان رائدان في مجال أنظمة اختراع الروبوتات ( Robotics Invention System-RIS).

== الحقائب التعليمية ==
|  | Lego Mindstorms NXT KIT |

- أنتجت ليجو مايندستورمز مجموعة من الحقائب التعليمية والتجارية كما في الجدول:(مقارنة الحقائب)

| المنتج | الاسم    | الوصف                             | تاريخ التصنيع |
| ------ | -------- | --------------------------------- | ------------- |
| 8527   | NXT 1.0  | Mindstorms NXT Retail Kit         | عام 2006      |
| 8547   | NXT 2.0  | Mindstorms NXT 2.0                | عام 2009      |
| 9797   | NXT Edu  | Mindstorms Education NXT Base Set | عام 2006      |
| 9648   | Rsc. Kit | Education Resource Set            | عام 2006      |

- الحقيبة من الجيل الأول من ليجو مايندستورمز RCX تحمل رقم المنتج (9794).

| Lego Mindstorms NXT | Lego Mindstorms NXT | Lego Mindstorms NXT |

- الحقيبة الحالية إنتاج 2009 من مجموعة ليغو مايندستورمز (Lego Mindstorms NXT 2.0 8547) هي مناسبة لمن أعمارهم في سن 10 سنوات وما أكبر.

وتحتوي على 577 قطعة يمكنك التعرف عليها من خلال موفع الشركة .

## اللبنة الذكية (Intelligent Brick)
هي اللبنة الأهم في حقيبة ليغو مايندستورمز NXT وهي بمثابة العقل الإلكتروني أو الوحدة الذكية سميت بالمعالج، بدون هذه القطعة لا نستطيع عمل الروبوت.فهي تتحكم بالمحركات والحساسات عن طريق منافذ الإدخال والإخراج باستخدام الأسلاك RJ12، والتي تشبه إلى حد كبير اسلاك الهاتف RJ11 ولاكنها لا تتوافق معها في التوصيل.
 وصف الجهاز

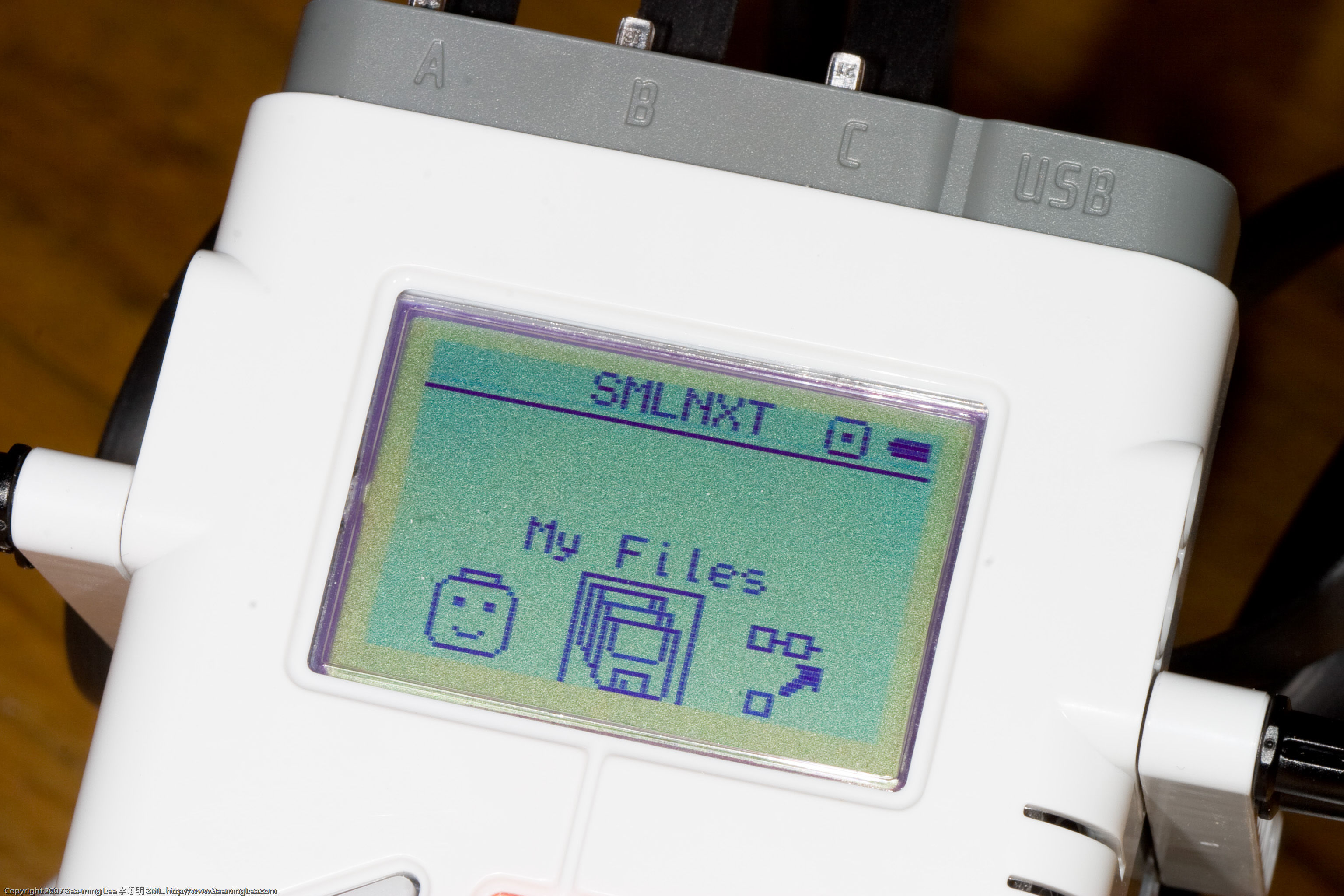
شاشة LCD .
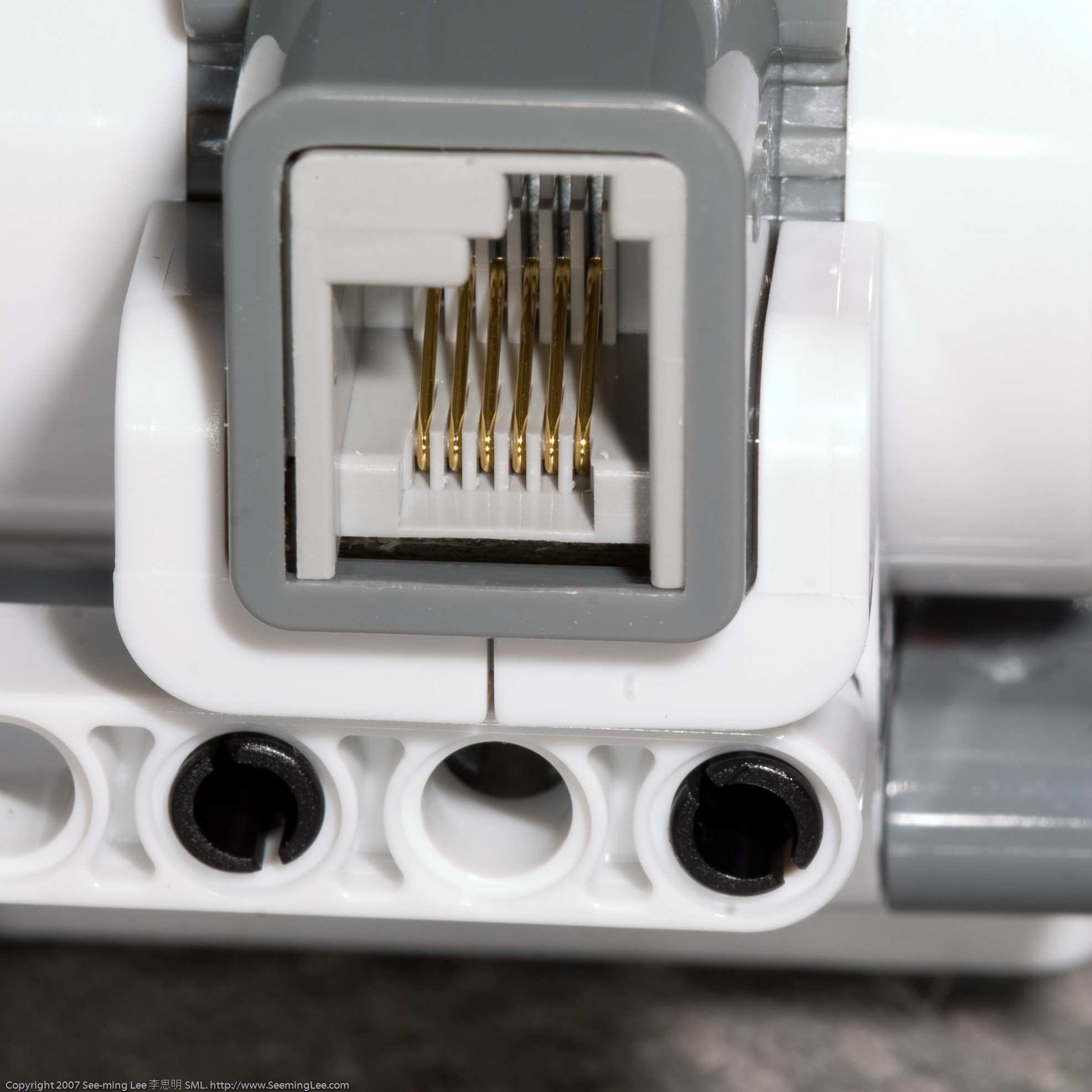
منفذ توصيل القطع .
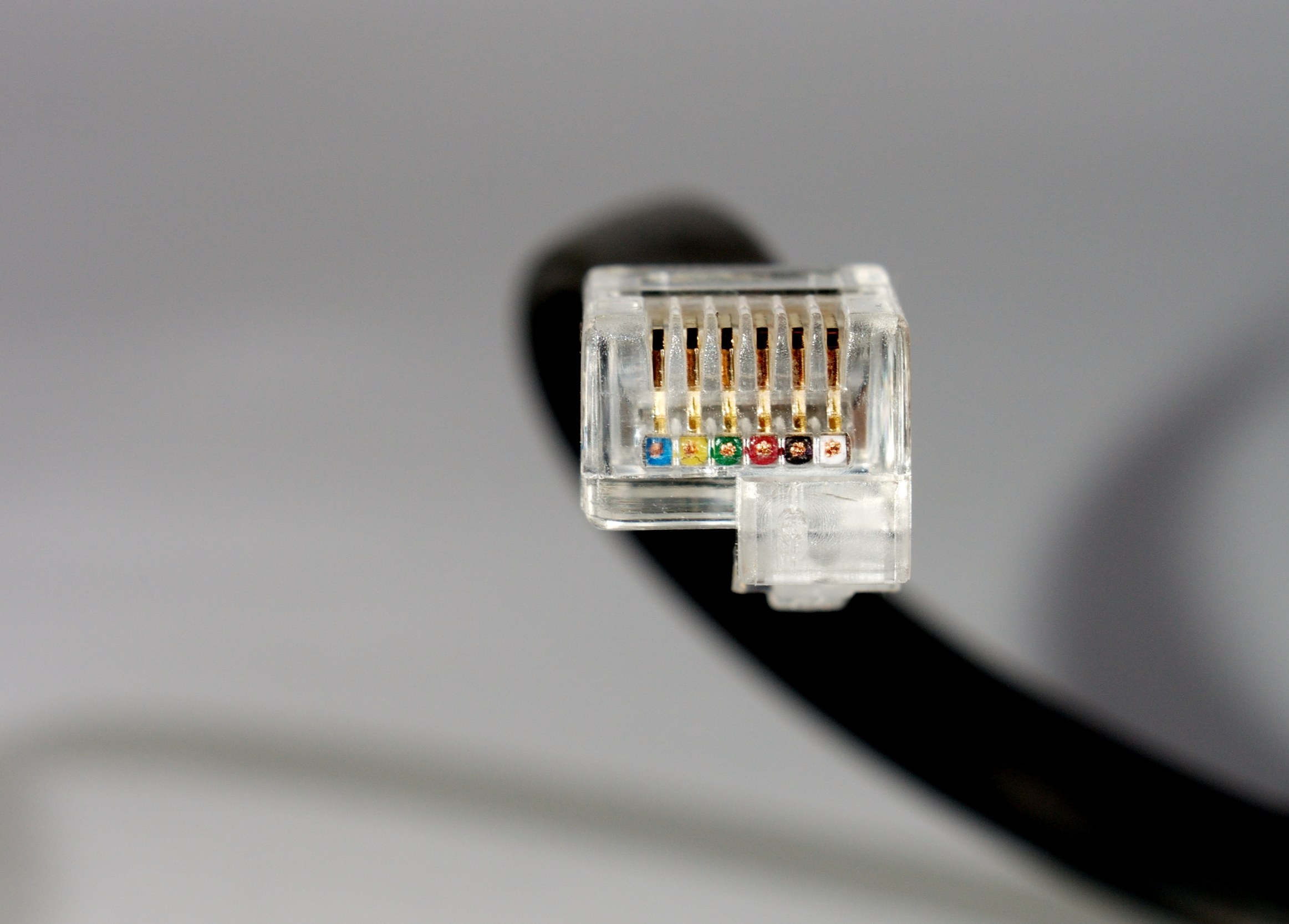
أسلاك التوصيل .

1. المعالج 32 بت ARM7 microprocessor).)
2. ذاكرة فلاش (256 ك ب).
3. رام داخلية (64 ك ب).
4. أربع منافذ إدخال في أسفل الوحدة الذكية الحساسات (1،2،3،4).
5. ثلاثة منافذ إخراج للمحركات أو المصابيح (A، B، C).
6. منفذ USB لتوصيل اللبنة بجهاز الحاسب الآلي
7. يدعم البلوتوث للإتصالات اللاسلكية، لتوصيل اللبنة بجهاز الحاسب الآلي أو النقالات الذكية.
8. شاشة عرض بتقنية الكريستال السائل أحادية اللون (أحادي اللون LCD) بحجم 100 * 64 بيكسل.
9. أربع أزرار أسفل الشاشة (البرتقالي: للأوامروالتنفيذوالإستعراض، المربع الرمادي: للرجوع أو الخروج، وسهمان واحد للتحرك لليمين والآخر لليسار)
10. سماعة للصوت الداخلي (يمكن تشغيل ملفات الصوت بتردد يصل إلى 8 كيلو هرتز)
11. مصدرين للطاقة الكهربائية المستخدمة ومقدارها 9 فولت تيار مستمر عن طريق 6 بطاريات مقاس AA 1.5 V DC أو بواسطة بطارية ليثيوم القابلة للشحن.
12. السعر السوقي $177.99

### الفيرموير أو الفلاش (Firmware)
قامت شركة ليغو بتصريح البرمجيات المفتوحة المصدر (Open Source) الفيرموير أو الفلاش (Firmware) للبنة الذكية (NXT).

### وحدات التطوير (Developer Kits)
- برمجيات وحدات التطوير (Software Developer Kit (SDK))، التي تحتوي على الوثائق والبرامج النفيذية (Executable files) والمراجعيات للوظائف والإجراءات البرمجية (Byte-Code: References،Functions& Procedures) للبنات الذكية والحساسات وUSB .
- وثائق وخطط تطوير الأجهزة (Hardware Developer Kit (HDK))
- وثائق تطوير البلوتوث (Bluetooth Developer Kit (BDK))

## الحساسات أو المجسات والمحركات[5][5][6][7][8]

### محرك السيرفو (9842 Servo Motor)

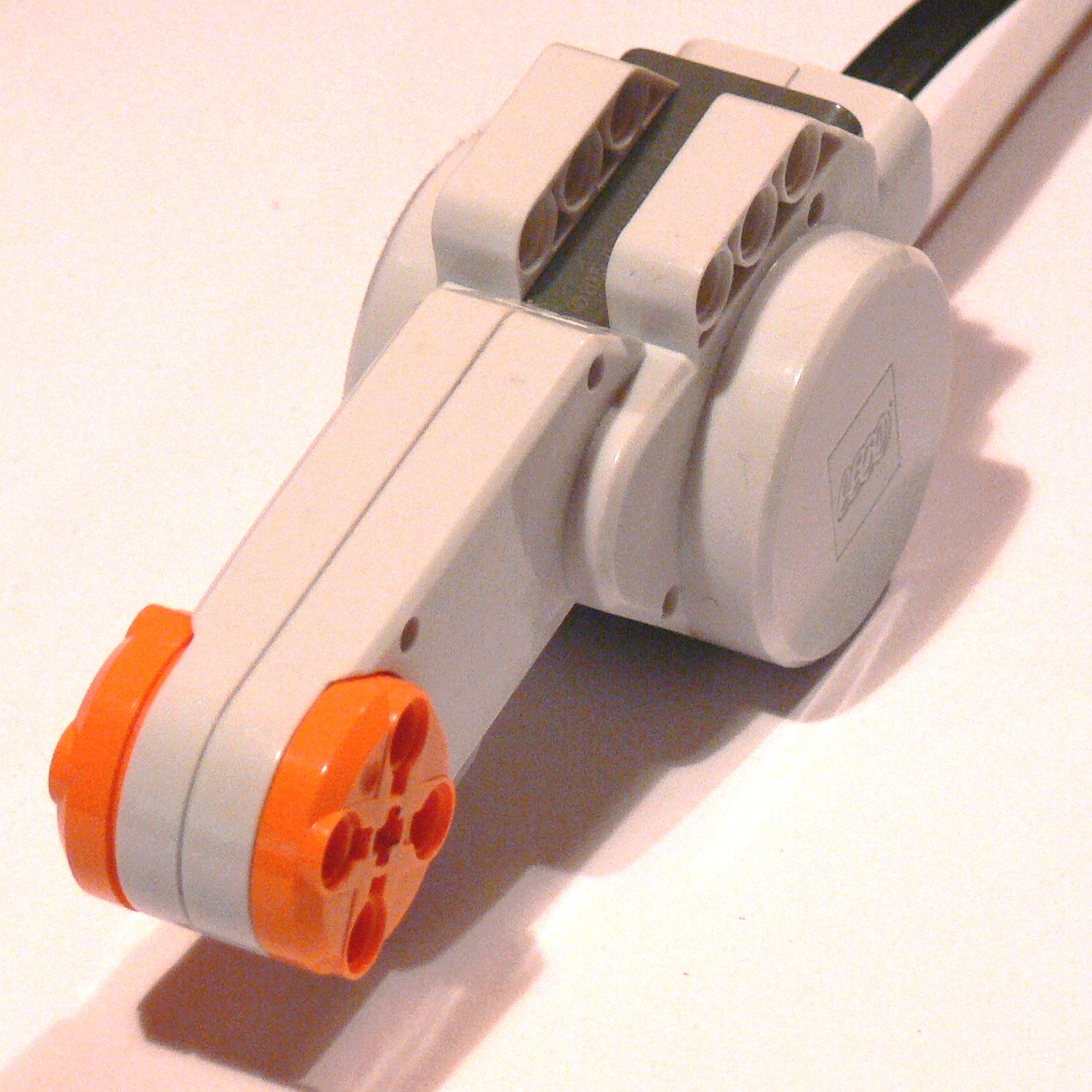
محرك السيرفو و حساس الدوران(ٍServo motors)

المنتج (9842) هو محرك السيرفو (ٍServo motors) المنفذ الافتراضي A يدعى أحيانا Alpha والداعمة (B،C)، هذه القطعة الفعالة محرك الكتروني حركي بالإضافة إلى حساس دوران يقيس السرعة والمسافة ودرجة الالتفاف، تصل إلى قراءة دقيقة لكل درجة دائرية واحدة أي من (0 إلى 360 درجة دائرية)، بما يعني أن دورة كاملة للمحركة تعطي قراءة تصل إلى (360 درجة دائرية). يستطيع حساس الدوران حساب الدرجات العددية/اللفات (من 2147483647- إلى 2147483647) أي بعد 5965232 دورة دائرية (360 درجة) تقريباً. محيط الترس المعدني الرئيسي لأي محرك كهربائي صغير 16 ن.سم، فإذا تم تزويده بجهد كهربائي 12 فولت للمحرك بحمل بسيط 4 باوند يعطينا 177 دورة بالدقيقة، ومحرك السيرفو هو محرك كهربائي بنفس المواصفات لكن مزود بجهد كهربائي 9 فولت بدون أي حمل أو ثقل (محرك حر) يعطينا 117 دورة بالدقيقة، ولكن في حالة وصله بأحمال معقولة يصل معدل السرعة + أو - 82 لفة بالدقيقة، فلذلك يجب أخد هذه السرعة المتوسطية بالاعتبار لمحرك السيرفو عند وصله بقطع أخرى والتذكر بأن باقي أجزاء المحرك والتروس بلاستيكية تتحمل الأحمال الخفيفة المعقولة.
|  |  |

### حساس اللمس (9843 Touch sensor)

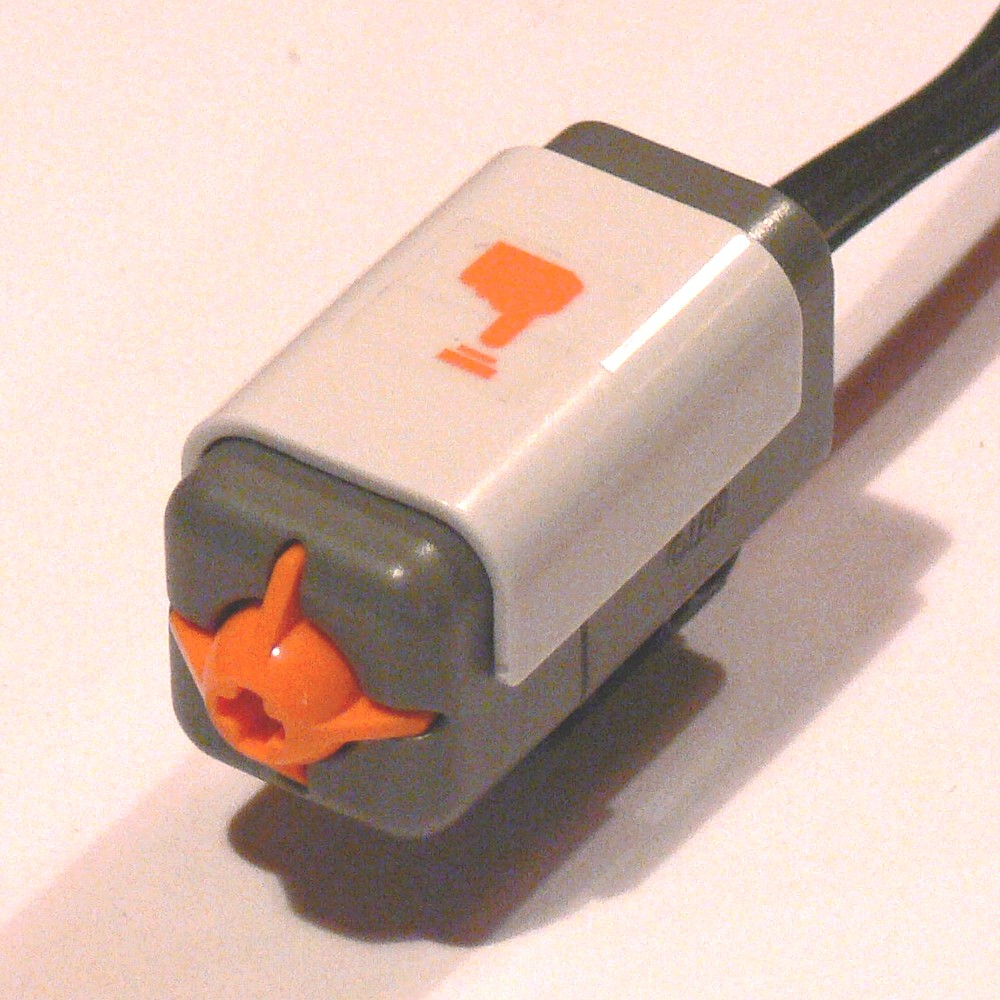
حساس اللمس

المنتج (9843)حساس اللمس (Touch sensor) المنفذ الافتراضي 1، هذه القطعة بسيطة قيمها المتغيرة (True or False) أو (Zero or One)، فإذا ضغطنا على ممتص الصدمات (Bumper) للأسفل يعطينا الحساس قيمة (True OR One) والعكس صحيح عندما يكون في الوضع الحر للأعلى يعطينا الحساس قيمة (False OR Zero) وهي القيمة الافتراضية، وما يميز حساس المنتج NXT عن حساس المنتج السابق RCX أن تم إضافة متغير ثالث يسمي (bumped=صدم) بمجردالضغط من وضعية السكون ثم للأسفل لتصبح القيمة المتغيرة (True or False) ورجوعه محله مرة ثانية (False OR Zero) يعطينا الحساس القيمة (bumped=صدم).
عندما تقوم بالضغط على حساس اللمس للأسفل، فأنت تغلق الدائرة الكهربائية داخل الحساس، والعكس صحيح عندما ترفع الضغط. حيث يمثل تدفق التيار القيمة (True OR One) التي تعادل 5 فولت، ووقف تدفق التيار يمثل القيمة 0 التي تعادل 0 فولت.السعر السوقي $18.99

### حساس الصوت (ٍٍ9845 Sound Sensor)

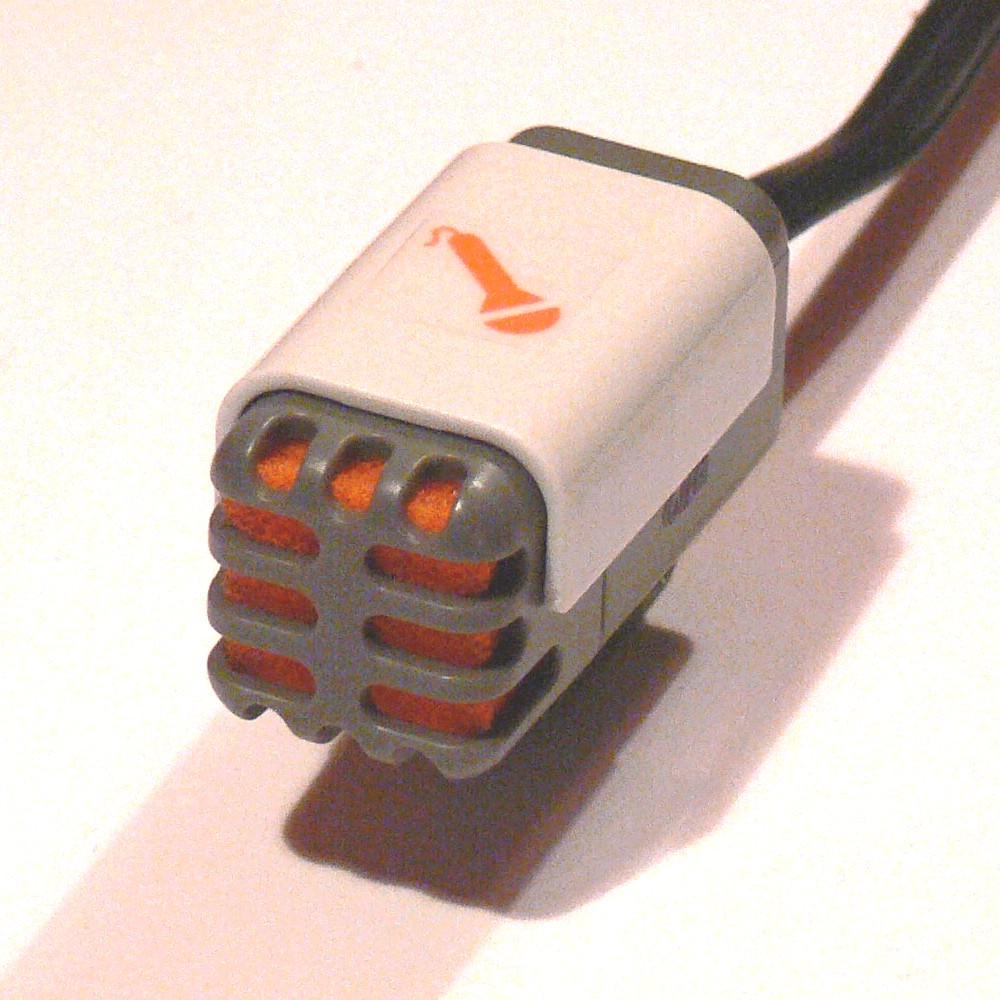
حساس الصوت

المنتج (9845)حساس الصوت (ٍٍSound Sensor) المنفذ الافتراضي 2، هذا الحساس يعتمد على الصوت وليس اللفظ الصوتي، كأن يقيس مقدار الصوت 10، 30، 80 وليس اللفظ تحرك، توقف، انتظر، لذلك يفهم الأوامر البرمجية بالتوقف إذا كان مقدار الصوت>= 50 دسيسبل، وبما أنه يعتمد على درجة الصوت فيستطيع قياس القيم المتغيرة من 0 عندما يكون الصوت في الغرفة ساكن وترتفع القيمة كلما أرتفع الصوت حتى تصل إلى القيمة المتغيرة 100، ولا يعتمد عليه في المسابقات والأماكن العامة وذلك للضوضاء وعدم الدقة في قراءة الأصوات.
يحتوي حساس الصوت على طبله صغيره جداُ، وظيفتها تجميع الموجات الصوتية وبالتالى إرسالها إلى الميكرفون بعد تكبيرها، الطبلة الصغيرة جداً محاطه بمجال مغناطيسي عن طريق ملف من الأسلاك ملفوف على الجانب الأخرى من الطبلة، الموجات الصوتية تسبب اهتزازات للطبله وبالتالى اهتزاز للمجال المغناطيسى المحيط بالطبلة مما ينتج عنه تيار كهربائي في الملف، ويتم تحويل هذا التيار إلى اشاره كهربائيه واستخدامها في معرفه الصوت العالى من الصوت المنخفض، حيث كلما زادت الاهتزازات تولد قيمة تماثليه عاليه وكلما قلت الاهتزازات تولد قيمه منخفضه.السعر السوقي $27.99

### الحساس الضوئي (9844 Light sensor)

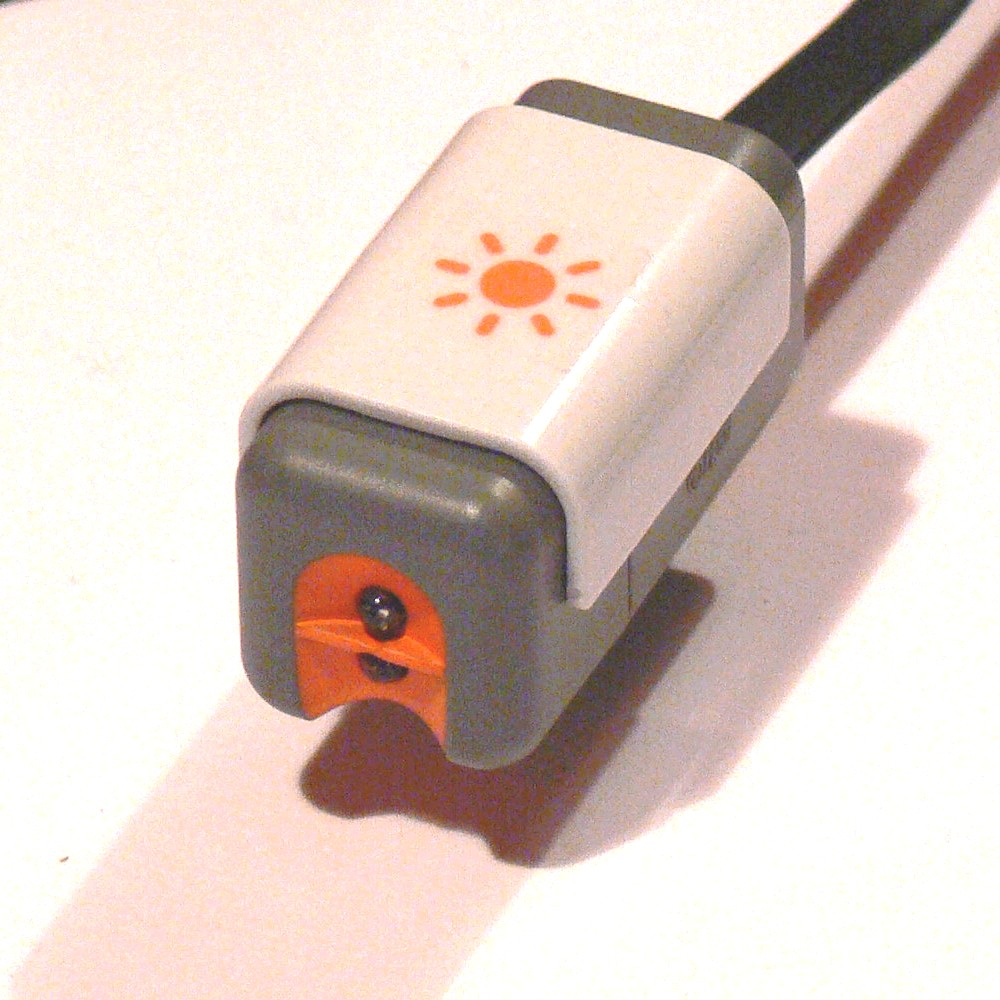
الحساس الضوئي

المنتج (9844)الحساس الضوئي (Light sensor) المنفذ الافتراضي 3، ذو وظيفة أحادية تقيس قوة الضوء وانعكاسه، قيمة المتغيرات من 0 (عندما تكون الإضاءة على الحساس منعدمة) إلى 100 (عند أعلى إضاءة)، ومزود بمصباح أحمر (LED) يمنكن التحكم بتشغيله أو إيقافه لتحسين قيم قراءة الضوء وللتحسس من درجة الألوان، ويستطيع تميز الألوان إلى درجة 256 لون من خلال قراءة تدرج اللون الرمادي لكل لون.
حساس الضوء يقوم بأرسال حزمه من الموجات الضوئيه على السطح واستقبال انعكاس هذه الموجات من على السطح المرسله عليه، وتحويلها إلى قيمه تماثليه " قيمه عدديه " حيث من المعروف ان انعكاس الضوء من على السطح الأبيض يكون أكثر من انعكاس الضوء من على السطح الأسود، أي ان اللون الأبيض يمثل قيمه تماثليه " عدديه " أكبر من القيمة التماثليه المنعكسه من الضوء على السطح الأسود ".السعر السوقي $18.99

### حساس الموجات فوق الصوتية (9846 Ultrasonic sensor)

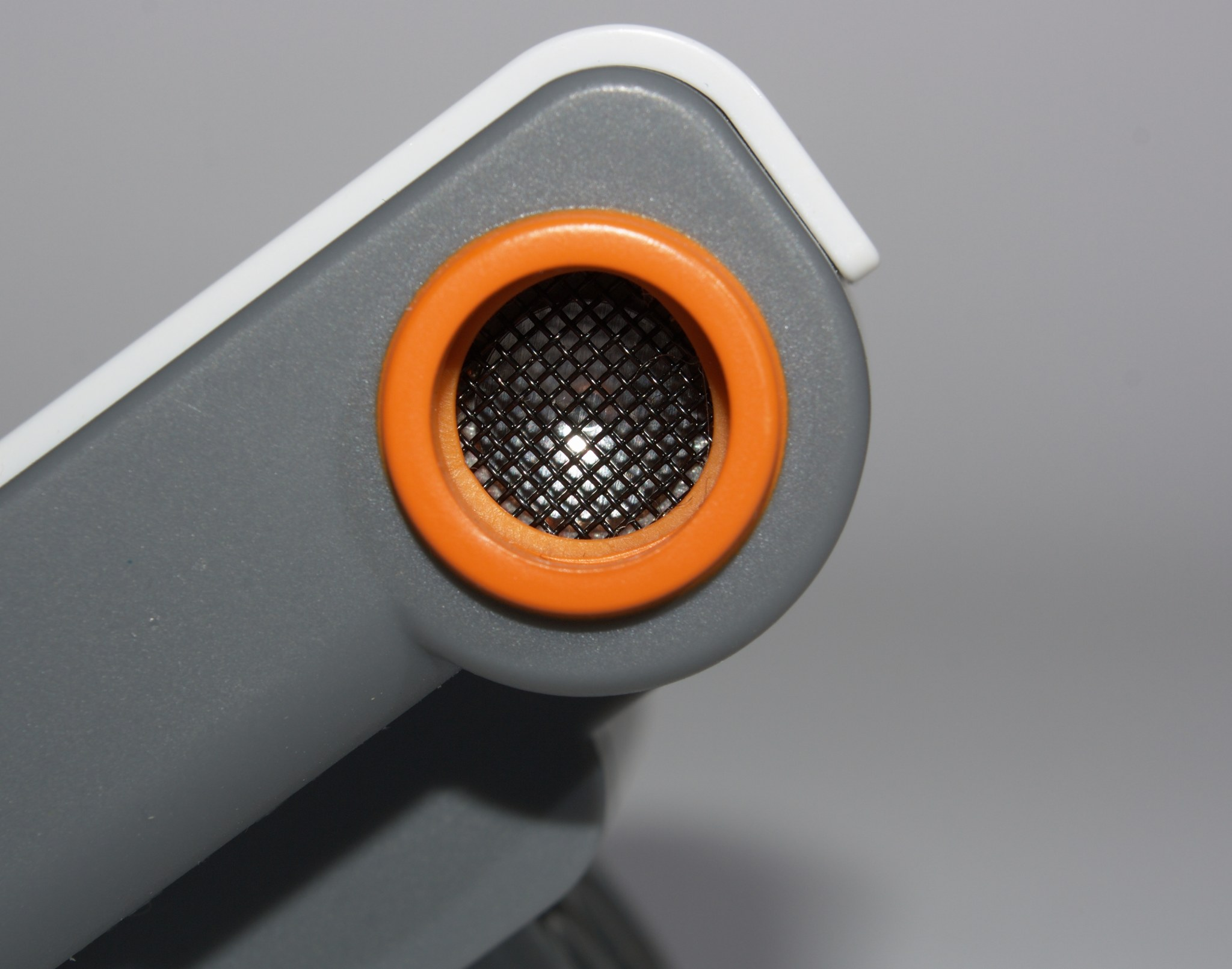
حساس الموجات فوق الصوتية

المنتج (9846)حساس الموجات فوق الصوتية (Ultrasonic sensor) المنفذ الافتراضي 4، أيضا متعارف على تسميته (US)، ويعتبر من أهم الحساسات التي تم إضافتها للمجموعة، القيم للقراءة المتغيرة تبدء من 0 إلى 100 إنش أو 255 سم (تكون القيمة المقروؤة 100 إنش أو 255 سم عندما يكون الروبوت أبعد أو يساوي 100 إنش أو 255 سم عن أي جسم وتنخفض القيمة وتصبح أدق كلما قرب من الجسم حتى تصل إلى القيمة المتغيرة 0 في حالة الالتصاق بالجسم يجب أن نأخذ بعين الاعتبار أن هذا الحساس من المحتمل جدا أن يعود بقيمة خاطئة خصوصا في المنطقة الواقعة ضمن المسافة 25 سم إلى 50 سم فمثلا أن يعطي 48 سم وفي الحقيقة هي 32 سم.ولنتفهم هذا الخطأ يجب أن نفهم طبيعة عمله، فهذا الحساس يرسل موجات صوتية عالية الدقة والبث وينتظر ارتدادها إليه ضمن عامل الزمن فيعطيك المسافة، وهذا يختلف من جسم إلى أخر، فالأجسام الصلبة الملساء ليست كالملابس أو المعادن.
حساس المسافة يستخدم سرعه الصوت لقياس المسافة، وحساس المسافة يحتوى على فتحتين دائريتين في الجانب الامامي له، وظيفه الفتحة الأول إرسال الموجات الصوتية بينما وظيفه الفتحة الثانية استقبال انعكاس هذة الموجات بعد اصتطدامها بالجسم، وعن طريق تسجيل وقت إرسال هذه الموجات الصوتية ووقت استقبالها يمكن معرفه الوقت المستغرق في الإرسال والاستقبال وبالتالي معرفه المسافة المقطوعة.
تحديد المسافة
إذا استطعنا قياس الفترة الزمنية بين إرسال النبضات واستقبال الصدى العائد منها وبمعرفة سرعة انتشار الموجات الصوتية (سرعه الصوت حوالى m/s34 في الهواء)، فانه يمكن حساب المسافة التي قطعتها النبضة الصوتية منذ ارسالها وحتى استقبال صداها.
المسافة المقطوعة = (الفترة الزمنية × سرعة انتشار الموجات) تقسيم 2 (المسافة ذهاب وعودة).
السعر السوقي $32.50